# Кюртёшкалач
Кюртёшкалач (венг. kürtőskalács) — традиционная для венгров из Трансильвании (сейчас входит в состав Румынии) выпечка цилиндрической формы, приготавливаемая обычно над открытым огнём. Кюртёшкалач — неотъемлемый элемент венгерских праздников и массовых мероприятий, например, рождественского базара. Кюртёшкалач также готовят в некоторых булочных и кафе. Посыпанный сахаром кюртёшкалач чаще всего встречается с ванилью и корицей. Первые упоминания относятся к 1679 году, а рецепт в поваренной книге впервые появляется в 1781 году. В Чехии и Словакии аналогичная выпечка именуется трдельник.